# Carterville (Illinois)
Carterville és una població dels Estats Units a l'estat d'Illinois. Segons el cens del 2000 tenia 4.616 habitants.

## Demografia
Segons el cens del 2000, Carterville tenia 4.616 habitants, 1.933 habitatges, i 1.293 famílies. La densitat de població era de 409,7 habitants/km².
Dels 1.933 habitatges en un 32,1% hi vivien nens de menys de 18 anys, en un 54,4% hi vivien parelles casades, en un 10% dones solteres, i en un 33,1% no eren unitats familiars. En el 28% dels habitatges hi vivien persones soles el 10,8% de les quals corresponia a persones de 65 anys o més que vivien soles. El nombre mitjà de persones vivint en cada habitatge era de 2,39 i el nombre mitjà de persones que vivien en cada família era de 2,95.
Per edats la població es repartia de la següent manera: un 25,2% tenia menys de 18 anys, un 10% entre 18 i 24, un 28,1% entre 25 i 44, un 23,1% de 45 a 60 i un 13,6% 65 anys o més.
L'edat mediana era de 36 anys. Per cada 100 dones de 18 o més anys hi havia 91 homes.
La renda mediana per habitatge era de 36.969 $ i la renda mediana per família de 44.722 $. Els homes tenien una renda mediana de 34.231 $ mentre que les dones 24.924 $. La renda per capita de la població era de 18.884 $. Aproximadament el 9,9% de les famílies i el 14,6% de la població estaven per davall del llindar de pobresa.

## Poblacions properes
El següent diagrama mostra les poblacions més properes.